# Кузьмин, Степан Алексеевич
Степан Алексеевич Кузьмин (01.08.1918 — 11.04.1984) — командир отделения 100-й отдельной гвардейской разведывательной роты (97-я гвардейская стрелковая дивизия, 5-я гвардейская армия, 1-й Украинский фронт) гвардии младший сержант, участник Великой Отечественной войны, кавалер ордена Славы трёх степеней.

## Биография
Родился 1 августа 1918 года в деревне Спас-Реня, (ныне Весьегонского района Тверской области) в семье крестьянина. Русский. Окончил 4 класса. Работал в колхозе в родной деревне, стал бригадиром. 
В сентябре 1939 года был призван в Красную армию, направлен в пограничные войска. Службу проходил на западной границе страны, в Карпатах, в Дрогобычской (ныне — Львовской) области.
Участник Великой Отечественной войны с первых дней. С боями отступал на восток, в боях под городом Умань (Черкасская область) был тяжело ранен. Вместе с госпиталем оказался в окружении. Подлечившись немного, пробрался к партизанам, действовавшим в Тишковском районе Кировоградской области. После соединения партизан с наступающими частями Красной армии, в марте 1944 года был вновь мобилизован в армию через Тишковский райвоенкомат.
С мая 1944 года участвовал в боях с захватчиками. Воевал в составе 97-й гвардейской стрелковой дивизии. Был командиром стрелкового отделения автоматчиков 289-го стрелкового полка. Участвовал в Уманско-Ботошанской, Львовско-Сандомирская операциях.
В боях при форсировании Вислы и удержании плацдарма на левом берегу заслужил первую боевую награду. 13-14 августа 1944 года в бою за высоту на левом берегу Вислы первым ворвался на окраину села Мокре, со своим отделением отбил 6 контратак противника, лично уничтожил около 10 гитлеровцев. Был представлен к награждению орденом Славы 3-й степени. Награждён орденом Красной Звезды.
В этих боях был второй раз ранен. После госпиталя вернулся в свою дивизию, был зачислен в дивизионную разведку, командиром отделения 100-й отдельной гвардейской разведывательной роты.
В ночь на 16 октября 1944 года в районе населённого пункта Ханьча (юго-восточнее города Ракув, Польша) под сильным огнём противника, преодолел реку Чарна и минное поле. В составе группы захвата первым ворвался в блиндаж противника, огнём из автомата и гранатами уничтожил несколько гитлеровцев. Захватил «языка» и доставил его в штаб дивизии.
Приказом по частям 97-й гвардейской стрелковой дивизии (№ 73/н) от 25 октября 1944 года гвардии младший сержант Кузьмин Степан Алексеевич награждён орденом Славы 3-й степени.
8 декабря 1944 года южнее населённого пункта Корытница (юго-восточнее города Ракув, Польша), действуя в составе группы захвата, скрытно переправился через реку Чарна, снял вражеского часового у пулемёта. Ворвавшись в блиндаж противника, уничтожил несколько гитлеровцев, а одного захватил в плен и доставил в штаб дивизии.
Приказом по войскам 5-й гвардейской армии (№ 4/н) от 25 января 1945 года гвардии младший сержант Кузьмин Степан Алексеевич награждён орденом Славы 2-й степени.
В ночь на 2 января 1945 года в районе населённого пункта Каргув (северо-восточнее города Буско-Здруй, Польша), возглавляя разведывательную группу, грамотно организовал ночной поиск. Разведчики бесшумно выдвинулись к расположению противника и внезапно атаковали. Огнём из автомата и гранатами уничтожил до 10 гитлеровцев и 1 взял в плен. Был представлен к награждению орденом Красного Знамени.
Указом Президиума Верховного Совета СССР от 27 июня 1945 года гвардии младший сержант Кузьмин Степан Алексеевич награждён орденом Славы 1-й степени. Стал полным кавалером ордена Славы.
В июле 1946 года гвардии старшина Кузьмин был демобилизован. Вернулся на родину. Жил в городе Весьегонск Весьегонского района Тверской области. Член КПСС с 1949 года. Работал в отделении совхоза «Овинищенский» управляющим. 
Умер 11 апреля 1984 года. Похоронен в Весьегонск.

## Награды
- Орден Красной Звезды (23.8.1944)[4]
- Орден Славы I степени (27.06.1945)[5]
- Орден Славы II степени (25.01.1945)[6]
- Орден Славы III степени (23.08.1944)[7]

- Медаль «За взятие Берлина» (1945)
- Медаль «За освобождение Праги» (1945)[8]
- Медаль «В ознаменование 100-летия со дня рождения Владимира Ильича Ленина» (6 апреля 1970)
- Медаль «За победу над Германией в Великой Отечественной войне 1941—1945 гг.» (9 мая 1945[9])
- Юбилейная медаль «Двадцать лет Победы в Великой Отечественной войне 1941—1945 гг.» (7 мая 1965[10])
- Юбилейная медаль «Тридцать лет Победы в Великой Отечественной войне 1941—1945 гг.»[11]

- Медаль «Ветеран труда»
- Юбилейная медаль «50 лет Вооружённых Сил СССР» (26 декабря 1967[12])
- Юбилейная медаль «60 лет Вооружённых Сил СССР» (28 января 1978[13])
- Знак «25 лет победы в Великой Отечественной войне» (1970)

## Память
На могиле установлен надгробный памятник.